# Coupe de la Ligue polonaise de football 2006-2007
La Coupe de la Ligue polonaise de football 2006-2007 (Puchar Ekstraklasy 2006-2007) est la 5e édition officielle de la Coupe de la Ligue polonaise. C'est le Dyskobolia qui a remporté la compétition, devant le GKS Bełchatów, sur le score de 1-0.

## Déroulement de la compétition
Seuls les 16 clubs de la première division sont représentés.

En cas d'égalité entre deux équipes, les points particuliers sont premièrement pris en compte (voir règles de classement).

### Phase de groupes
La phase de poules se déroule en matches aller-retours.

#### Groupe A
|   | Club                  | J | V | N | D | BP | BC | Diff. | Pts |
| - | --------------------- | - | - | - | - | -- | -- | ----- | --- |
| 1 | Wisła Cracovie        | 6 | 4 | 1 | 1 | 9  | 6  | +3    | 13  |
| 2 | Zagłębie Lubin        | 6 | 4 | 1 | 1 | 8  | 3  | +5    | 13  |
| 3 | Górnik Zabrze         | 6 | 1 | 1 | 4 | 5  | 10 | -5    | 4   |
| 4 | Odra Wodzisław Śląski | 6 | 1 | 1 | 4 | 4  | 7  | -3    | 4   |

#### Groupe B
|   | Club           | J | V | N | D | BP | BC | Diff. | Pts |
| - | -------------- | - | - | - | - | -- | -- | ----- | --- |
| 1 | Dyskobolia     | 6 | 6 | 0 | 0 | 11 | 1  | +10   | 18  |
| 2 | Lech Poznań    | 6 | 4 | 0 | 2 | 12 | 6  | +6    | 12  |
| 3 | Pogoń Szczecin | 5 | 0 | 1 | 4 | 0  | 5  | -5    | 1   |
| 4 | Arka Gdynia    | 5 | 0 | 1 | 4 | 2  | 5  | -3    | 1   |

1. 1 2  L'Arka Gdynia ayant été suspendu, le match Pogoń Szczecin - Arka Gdynia ne s'est pas déroulé, car n'ayant pas d'incidence pour Szczecin dans le classement.

#### Groupe C
|   | Club           | J | V | N | D | BP | BC | Diff. | Pts |
| - | -------------- | - | - | - | - | -- | -- | ----- | --- |
| 1 | Legia Varsovie | 6 | 4 | 1 | 1 | 8  | 5  | +3    | 13  |
| 2 | GKS Bełchatów  | 6 | 4 | 0 | 2 | 16 | 8  | +8    | 12  |
| 3 | ŁKS Łódź       | 6 | 2 | 0 | 4 | 8  | 12 | -4    | 6   |
| 4 | Wisła Płock    | 6 | 1 | 1 | 4 | 3  | 10 | -7    | 4   |

#### Groupe D
|   | Club          | J | V | N | D | BP | BC | Diff. | Pts |
| - | ------------- | - | - | - | - | -- | -- | ----- | --- |
| 1 | Korona Kielce | 6 | 5 | 0 | 1 | 14 | 7  | +7    | 15  |
| 2 | Górnik Łęczna | 6 | 3 | 0 | 3 | 10 | 8  | +2    | 9   |
| 3 | Widzew Łódź   | 6 | 3 | 0 | 3 | 7  | 10 | -3    | 9   |
| 4 | KS Cracovia   | 6 | 1 | 0 | 5 | 5  | 11 | -6    | 3   |

### Quarts de finale
15, 26 et 29 mai - 29, 30, 31 et 1er juin 2007
| Équipe 1       | Aller | Total | Retour | Équipe 2       |
| Lech Poznań    | 2 - 2 | 4 - 5 | 2 - 3  | Wisła Cracovie |
| Zagłębie Lubin | 3 - 3 | 3 - 6 | 0 - 3  | Dyskobolia     |
| Górnik Łęczna  | 2 - 2 | 4 - 2 | 2 - 0  | Legia Varsovie |
| GKS Bełchatów  | 1 - 0 | 4 - 1 | 3 - 1  | Korona Kielce  |

### Demi-finale
3 et 4 juin - 7 juin 2009
| Équipe 1       | Aller | Total | Retour | Équipe 2      |
| Wisła Cracovie | 0 - 1 | 0 - 3 | 0 - 2  | GKS Bełchatów |
| Górnik Łęczna  | 3 - 2 | 3 - 7 | 0 - 5  | Dyskobolia    |

### Finale
| 10 juin 2007 | Dyskobolia      | 1–0 | GKS Bełchatów | Stadion GKS, Bełchatów                          |                                                 |
| 13:45        | Telichowski 43e |     |               | Spectateurs : 4 000 Arbitrage : Tomasz Mikulski | Spectateurs : 4 000 Arbitrage : Tomasz Mikulski |
| 13:45        | Rapport         |     |               | Spectateurs : 4 000 Arbitrage : Tomasz Mikulski | Spectateurs : 4 000 Arbitrage : Tomasz Mikulski |

## Liens

### Internes
- Championnat de Pologne 2006-2007
- Coupe de Pologne 2006-2007

### Externes
- (pl) La Coupe de la Ligue sur 90minut.pl